# Nunsploitation
Il nunsploitation è un sotto filone dei film d'exploitation, opere cinematografiche di basso profilo artistico che ricorrono spesso al sensazionale ed al contenuto erotico per attirare il pubblico con fini economici, ambientato in conventi e monasteri femminili.
Il termine "nunsploitation", intraducibile, è una parola macedonia composta dai termini inglesi nuns, suore, ed exploitation, sfruttamento. In Italia, ci si riferisce a questo genere cinematografico parlando di "cinema conventuale" o "tonaca movie".
Tale genere ha avuto la massima diffusione lungo gli anni settanta del XX secolo.

## Caratteristiche
Le trame di questi film non si discostano eccessivamente l'una dall'altra, presentando dei topoi ben definiti: ambientate in un convento, preferibilmente in epoca medioevale o rinascimentale, hanno per protagoniste delle novizie che, spinte a prendere il velo contro la loro volontà, vengono seviziate da suore badesse o compagne divenute sadiche e perverse per l'isolamento coatto o per motivi diversi come, ad esempio, la perdita di un amore o il desiderio di maternità.
Non manca l'intervento di agenti esterni, quasi sempre maschili, che possono assumere la forma del prete confessore, del diavolo, talvolta rappresentato sotto forma di libertino dai baffi a punta, o della Santa Inquisizione. Quest'ultima, in particolare con la sua pittoresca fama di torturatrice, forniva agli sceneggiatori il pretesto per mostrare le nudità di giovani donne, promesse nelle locandine dei cinema.

## Filmografia (parziale)
- La monaca di Monza, regia di Eriprando Visconti (1969)
- La bella Antonia, prima monica e poi dimonia, regia di Mariano Laurenti (1972)
- Cristiana monaca indemoniata, regia di Sergio Bergonzelli (1972)
- Confessioni segrete di un convento di clausura..., regia di Luigi Batzella (1972)
- Storia di una monaca di clausura, regia di Domenico Paolella (1973)
- Le monache di Sant'Arcangelo, regia di Domenico Paolella (1973)
- Leva lo diavolo tuo dal... convento (Frau Wirtins tolle Töchterlein), regia di Franz Antel (1973)
- Le scomunicate di San Valentino, regia di Sergio Grieco (1973)
- La badessa di Castro, regia di Armando Crispino (1974)
- Flavia, la monaca musulmana, regia di Gianfranco Mingozzi (1974)
- Seijū gakuen (聖獣学園?), regia di Norifumi Suzuki (1974)
- La novizia, regia di Giuliano Biagetti (1975)
- La novizia indemoniata (Satánico pandemonium), regia di Gilberto Martínez Solares (1975)
- Shudojo Runa no kokuhaku (修道女ルナの告白?), regia di Masaru Konuma (1976)
- Suor Emanuelle, regia di Giuseppe Vari (1977)
- Confessioni proibite di una monaca adolescente (Die Liebesbriefe einer portugiesischen Nonne), regia di Jesús Franco (1977)
- Alucarda (Alucarda, la hija de las tinieblas), regia di Juan López Moctezuma (1977)
- Interno di un convento, regia di Walerian Borowczyk (1978)
- Immagini di un convento, regia di Joe D'Amato (1979)
- La vera storia della monaca di Monza, regia di Bruno Mattei (1980)
- L'altro inferno, regia di Bruno Mattei (1981)
- La monaca nel peccato, regia di Joe D'Amato (1986)